# مدينتي
مدينتي هو مشروع مدينة شرق مدينة القاهرة العاصمة المصرية، من قبل مجموعة طلعت مصطفى العقارية المصرية. بدأت الإنشاءات في يوليو 2006 كما أن المشروع به عدة مراحل وتم الانتهاء من أول مرحلة سكنية عام 2013
تم بناء المشروع على أرض مساحتها 8 آلاف فدان أي 33.6 مليون متر مربع، ويتوقع أن يسكنها قرابة 600 ألف نسمة. ميزانية المشروع الإجمالية 60 مليار جنيه مصري.

## شراء الأرض
تقوم النيابة العامة في مصر بالتحقيق في قانونية بيع الأرض لمجموعة طلعت مصطفى حيث قدّم النائب سعد الحسيني و34 نائبا معه في مجلس الشعب بلاغا للنيابة العامة يتهم فيه وزير الإسكان السابق محمد إبراهيم سليمان بإهدار المال العام بمنحه 8 آلاف فدان بأسعار زهيدة ومتدنية لطلعت مصطفى تسببت في إهدار أكثر من 25 مليار جنيه من المال العام. وقال الحسينى «إنه بالنسبة للأراضي التي أُقيم عليها مشروع (مدينتي) السكني والبالغ مساحتها 8 آلاف فدان فإنها تمّت بموافقة من الوزير سليمان بالأمر المباشر لتلك المساحة التي تبلغ نحو 33.6 مليون متر مربع، مشيرا إلى أن هذه المساحات لو بيعت بالحد الأدنى بأسعار المزاد العلني (يوم 24 مايو 2007) بمبلغ (750 جنيها للمتر) لكان سعر تلك الأرض 25.6 مليار جنيه.» وكان هشام طلعت مصطفى حصل من الحكومة على أراضي مشروع «مدينتي» بسعر 25 قرشًا للمتر بدون مرافق وخدمات أي 8.4 مليون جنيه مصري
وفي 2005، واصل هشام طلعت مصطفى جهوده في تحقيق رؤيته بعد مشروع مدينة «الرحاب»، الذي قدم فيه مفهوم المدينة المجتمعية الحديثة متكاملة الخدمات، وخرج بمشروع آخر وضع فيه خبراته السابقة ورؤيته المتميزة عن الحياة الحديثة.
فكان مشروع "مدينتي" بشرق القاهرة الذي انطلق عام 2006،  ويعد هذا المشروع العملاق أكبر مشروع عقاري يطوره القطاع الخاص في العالم[بحاجة لمصدر]،  يمتد على مساحة تربو إلى 33.6 مليون م2، ليقدم الحياة المتكاملة لحوالي 400 ألف نسمة حالياً، تصل إلى مليون نسمة عند اكتمال مراحله في عام 2035[بحاجة لمصدر].